# Бадуза, Масали
Масали Бадуза (англ. Masali Baduza; род. 12 марта 1997, Ист-Лондон, ЮАР) — южноафриканская актриса театра, кино и телевидения. Наиболее известна по роли Сефи Хэдли в сериале Би-би-си "Крестики-Нолики".

## Биография
Родилась 12 марта 1997 года в Ист-Лондоне (Восточно-Капская провинция, ЮАР). Масали младшая из шести детей в семье, кроме английского она свободно говорит на коса, который является одним из официальных языков ЮАР.
После окончания школы проходила обучение на факультете актёрского мастерства в  Нью-Йорской киноакадемии в Лос-Анджелесе, где в 2016 году получила степень младшего специалиста (АFA). После учёбы вернулась на родину в Кейптаун.

## Карьера
Профессиональную карьеру начала в качестве театральной актрисы, получив свою первую роль в шекспировской пьесе «Укрощение строптивой» в Театре под открытым небом Мейнардвилля.
Проработав несколько лет на различных театральных площадках Кейптауна, стала пробовать себя в киноиндустрии. 
В 2019 году актриса появилась в небольшой роли в музыкальном комедийном фильме "Кафе Бхаи", снятом в стиле Болливуда. В том же году на телеэкраны вышел криминальный триллер "Кровавый след", в котором Бадуза сыграла Танди Макебе. Сериал стал самым просматриваемым на канале  M-Net в 2019 году.
Прорывом для молодой актрисы стала главная роль Сефи Хэдли в телевизионной драме ВВС "Крестики-Нолики", основанной на одноимённой серии романов британской писательницы Мэлори Блэкман. Сериал транслировался на BBC One в 2020-2022 годах и принёс Бадузе первую известность за пределами ЮАР. 
В 2022 году Масали сыграла роль второго плана в американском историческом фильме "Королева-воин", получившем широкий общественный резонанс и противоречивые отзывы критиков. 
В 2024 году актриса появилась в финальной серии третьего сезона "Бриджертоны" в роли Микаэлы Стерлинг, женской версии книжного персонажа Майкла Стерлинга, вызвав неоднозначную реакцию поклонников книжной серии, по которой снят сериал. Ожидается, что Бадуза вернётся к роли Микаэлы в четвёртом сезоне сериала, выход которого анонсирован на 2026 год.

## Фильмография
| Год          |     | Русское название                       | Оригинальное название        | Роль                                      |
| ------------ | --- | -------------------------------------- | ---------------------------- | ----------------------------------------- |
| 2019         | ф   | Кафе Бхаи                              | Bhai's Cafe                  | Танди                                     |
| 2019         | кор | Боец                                   | The Fighter                  | Лерато                                    |
| 2019         | с   | Кровавый след                          | Trackers                     | Танди Макебе (эп.1.04)                    |
| 2020—2022    | с   | Крестики-Нолики                        | Noughts + Crosses            | Персефона "Сефи" Хэдли (10 эпизодов)      |
| 2021         | ф   | Кровавая вечеринка                     | Slumber Party Massacr        | Триш Деверо в юности                      |
| 2021         | кор | Давайте сделаем это снова когда-нибудь | Let's Do This Again Sometime |                                           |
| 2021         | с   | Вокруг света за 80 дней                | Around the World in 80 Days  | Эдит (эп.1.01)                            |
| 2022         | ф   | Королева-воин                          | The Woman King               | Фумбе                                     |
| 2024 — н. в. | с   | Бриджертоны                            | Bridgerton                   | Микаэла Стерлинг (эп.3.08 «Выход в свет») |
| 2024         | с   | Утро после                             | The Morning After            | Винни (6 эпизодов)                        |